# Paradipgarh
Paradipgarh es una ciudad censal situada en el distrito de Jagatsinghpur en el estado de Odisha (India). Su población es de 4790 habitantes (2011). Se encuentra a 91 km de Bhubaneswar y a 87 km de Cuttack.

## Demografía
Según el censo de 2011 la población de Paradipgarh era de 4790 habitantes, de los cuales 2425 eran hombres y 2365 eran mujeres. Paradipgarh tiene una tasa media de alfabetización del 86,56%, superior a la media estatal del 72,87: la alfabetización masculina es del 92,63%, y la alfabetización femenina del 80,40%.